# Ontariosjön

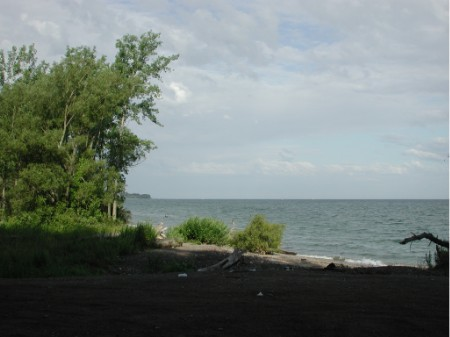
Ontariosjön sedd från Wolcott, New York

Stora sjöarna med Ontariosjön markerad i mörkblått.

Ontariosjön (engelska Lake Ontario, franska Lac Ontario) är en av de fem sjöar som ingår i Stora sjöarna i östra Nordamerika.
Namnet på sjön är ett irokesiskt ord som betyder "vacker sjö" eller "gnistrande vatten". Den kanadensiska provinsen Ontario döptes senare efter sjön. 
Ontariosjön är den längst till öster belägna av Stora sjöarna, och den minsta räknat till areal (19 009 km²). Trots detta har den en volym (1 639 km³) som överstiger Eriesjöns. Ontariosjön är den 14:e största sjön i världen, med ett största djup på 244 m. Sjöns viktigaste vattentillflöde kommer genom Niagarafloden (Eriesjön), och dess viktigaste utlopp är Saint Lawrencefloden. Andra, mindre floder, som rinner till sjön är Trentfloden, Geneseefloden, Oswegofloden och Salmonfloden.
På grund av dess stora djup är det mycket ovanligt att Ontariosjön fryser om vintern. De två kända tillfällen då detta skett var vintrarna 1934 och 1976.
Innan européerna kom till området utgjorde Ontariosjön gränsen mellan huron- och irokesindianernas territorium. Stammarna var varandras värsta fiender. Den första västerlänning man känner till som kom till området var Étienne Brûlé, år 1615.
Området runt Ontariosjön är kraftigt industrialiserat och utsläppsnivåerna under framför allt 1960- och 1970-talen var mycket höga. Sjön var döende, med återkommande algblomning under sommaren, vilken dödade stora mängder fisk. Stundtals var lagren av död fisk och sjögräs längs stränderna så tjocka att vågorna inte kunde brytas. Som en följd av skärpt miljölagstiftning har sjön nu återhämtat sig, och man kan till och med finna gädda där, ett tecken på att vattnet är friskt.
Om vintern, när kall vind passerar över det varmare vattnet i sjön, bildas snö, vilket gör området runt den till ett av de snörikaste i USA.